# Hospital La Inmaculada

Zonificación sanitaria de la provincia de Almería.

El Hospital La Inmaculada es un centro hospitalario gestionado por el Servicio Andaluz de Salud ubicado en el municipio español de Huércal-Overa. Fue inaugurado en el mes de octubre de 1980.

## Área de influencia
Dentro de la red hospitalaria del Sistema Sanitario Público de Andalucía, está catalogado como Hospital Comarcal y cubre la atención médica especializada del Área Sanitaria Norte de Almería, que comprende los municipios de Albox, Cuevas de Almanzora, Huércal-Overa, Los Vélez,  Macael, Serón y  Vera.

## Unidades de Gestión Clínica activas 2009
Los servicios clínicos del hospital se van adaptando a las necesidades de la población a la que presta atención sanitaria. En 2009 incluía los siguientes procedimientos diagnósticos y terapéuticos.
| - Análisis clínicos - Anestesia y reanimación - Cirugía general y Aparato digestivo - Obstetricia y ginecología - Salud mental - Urología - Cirugía ortopédica y traumatología - Cuidados críticos y urgencias - Dermatología - Otorrinolaringología - Oftalmología - Hospital de día médico - Neumología | - Anatomía patológica - Hemodinámica y cardiología - Medicina interna - Pediatría - Rehabilitación - Cardiología - Hematología y Hemoterapia - Medicina intensiva - Microbiología y Parasitología - Radio diagnóstico - Medicina preventiva y salud pública - Cirugía ambulatoria |

## Datos básicos de funcionamiento más importantes (2006)[3]
Personal
Facultativos: 107. Personal sanitario no facultativo: 355. Personal no sanitario: 177
Infraestructura
Unidades clínicas: 10. Camas instaladas: 171. Quirófanos: 6. Consultas:34
Equipamiento
Salas Rayos X: 3. Ecógrafos: 12. TAC: 1. 
Actividad
Ingresos: 7776. Estancias: 45 081. Urgencias: 60.454. Consultas: 113 415
Intervenciones quirúrgicas
Programadas: 1102. Urgentes: 1080. Ambulatorias: 3657 Partos vaginales: 1164